# Schwimm- und Sportverein Ulm 1846 1986-1987
Questa voce raccoglie le informazioni riguardanti lo Schwimm- und Sportverein Ulm 1846 nelle competizioni ufficiali della stagione 1986-1987.

## Stagione
Nella stagione 1986-1987 l'Ulm, allenato da Werner Nickel, concluse il campionato di 2. Bundesliga al 13º posto.

## Rosa
| N. |                     | Ruolo | Calciatore       |
| -- | ------------------- | ----- | ---------------- |
|    | Germania (bandiera) | P     | Karsten Krannich |
|    | Germania (bandiera) | P     | Thomas Richter   |
|    | Germania (bandiera) | D     | Peter Assion     |
|    | Germania (bandiera) | D     | Günter Berti     |
|    | Germania (bandiera) | D     | Harald Häge      |
|    | Germania (bandiera) | D     | Thomas Schmidt   |
|    | Germania (bandiera) | D     | Hannes Schuler   |
|    | Germania (bandiera) | C     | Frank Ahrens     |
|    | Germania (bandiera) | C     | Ulrich Böpple    |
|    | Germania (bandiera) | C     | Joachim Engesser |
|    | Germania (bandiera) | C     | Kurt Kalchschmid |
|    | Germania (bandiera) | C     | Dieter Kohnle    |
|    | Germania (bandiera) | C     | Victor Lopes     |

| N. |                     | Ruolo | Calciatore       |
| -- | ------------------- | ----- | ---------------- |
|    | Germania (bandiera) | C     | Otmar Rösch      |
|    | Germania (bandiera) | C     | Dieter Simon     |
|    | Germania (bandiera) | C     | Marcus Sorg      |
|    | Germania (bandiera) | C     | Michael Spies    |
|    | Germania (bandiera) | C     | Erich Steer      |
|    | Germania (bandiera) | A     | Ahrens           |
|    | Germania (bandiera) | A     | Wolfgang Fisel   |
|    | Germania (bandiera) | A     | Achim Glückler   |
|    | Germania (bandiera) | A     | Werner Nickel    |
|    | Croazia (bandiera)  | A     | Neven Rudić      |
|    | Germania (bandiera) | A     | Uwe Spies        |
|    | Germania (bandiera) | A     | Hans-Peter Steck |
|    | Germania (bandiera) | A     | Ralf Todzi       |

## Organigramma societario
Area tecnica
- Allenatore: Werner Nickel
- Allenatore in seconda:
- Preparatore dei portieri:
- Preparatori atletici:

## Calciomercato

### Sessione estiva
| Acquisti | Acquisti       | Acquisti          | Acquisti |
| R.       | Nome           | da                | Modalità |
| -------- | -------------- | ----------------- | -------- |
| C        | Michael Spies  | Stoccarda         |          |
| C        | Ulrich Böpple  | Kickers Stoccarda |          |
| A        | Wolfgang Fisel | FV Biberach       |          |
| A        | Achim Glückler | Karlsruhe         |          |
| C        | Victor Lopes   | Stoccarda II      |          |
| C        | Otmar Rösch    | Reutlingen        |          |

| Cessioni | Cessioni       | Cessioni          | Cessioni |
| R.       | Nome           | a                 | Modalità |
| -------- | -------------- | ----------------- | -------- |
| A        | Rudi Lorch     | Aalen             |          |
| C        | Pascal Müller  | {VfL Sindelfingen |          |
| A        | Joachim Zeller | FV Biberach       |          |

### Sessione invernale
| Acquisti | Acquisti         | Acquisti        | Acquisti |
| R.       | Nome             | da              | Modalità |
| -------- | ---------------- | --------------- | -------- |
| A        | Neven Rudić      | Hessen Kassel   |          |
| C        | Joachim Engesser | Fortuna Colonia |          |

| Cessioni | Cessioni         | Cessioni          | Cessioni |
| R.       | Nome             | a                 | Modalità |
| -------- | ---------------- | ----------------- | -------- |
| C        | Branko Milosevic | Melbourne Knights |          |
| C        | Gunnar Weiß      | Stoccarda II      |          |

## Risultati

### 2. Bundesliga

#### Girone di andata
| Arbitro: | Schmidhuber |

|                      |           |  |
| Kohnle 40’ Todzi 68’ | Marcatori |  |

| Arbitro: | Kriegelstein |

|                          |           |                                |
| Heitkamp 40’, 77’ (rig.) | Marcatori | 25’ Kohnle 64’ Simon 90’ Todzi |

| Arbitro: | Scheuerer |

|                                       |           |           |
| Steck 51’ Ronge 65’ (aut.) Kohnle 70’ | Marcatori | 55’ Hotić |

| Arbitro: | Löwer |

|                           |           |           |
| Thomas 5’ Grillemeier 40’ | Marcatori | 15’ Lopes |

| Arbitro: | Krug |

|  |           |                         |
|  | Marcatori | 34’ Glesius 45’ Kreuzer |

| Arbitro: | Ahlenfelder |

|                   |           |  |
| Foda 62’ Mees 86’ | Marcatori |  |

| Arbitro: | Tritschler |

|                                 |           |  |
| Todzi 64’ Sorg 72’ Glückler 83’ | Marcatori |  |

| Arbitro: | Richmann |

|                                        |           |  |
| Glöde 8’ Metschies 41’ Linz 68’ (rig.) | Marcatori |  |

| Arbitro: | Neumann |

|                     |           |                |
| Spies 30’ Simon 84’ | Marcatori | 44’ Kurtenbach |

| Arbitro: | Harder |

|                |           |            |
| Baranowski 18’ | Marcatori | 72’ Kohnle |

| Amburgo 4 ottobre 1986, ore 15:00 CET 11ª giornata | St. Pauli   | 0 – 0 referto | Ulma | Wilhelm-Koch-Stadion (5 600 spett.)\| Arbitro: \| Assenmacher \| |
| Arbitro:                                           | Assenmacher |               |      |                                                                  |

| Arbitro: | Fux |

|           |           |          |
| Todzi 79’ | Marcatori | 49’ Kuhn |

| Arbitro: | Steinborn |

|                              |           |              |
| Niggemann 11’ Lemke 32’, 47’ | Marcatori | 89’ Glückler |

| Arbitro: | Rubel |

|                           |           |              |
| Todzi 50’, 66’ Kohnle 55’ | Marcatori | 38’ Frömberg |

| Arbitro: | Kröger |

|                           |           |                     |
| Ellmerich 22’ Löchelt 73’ | Marcatori | 23’ Lopes 80’ Spies |

| Ulma 15 novembre 1986, ore 15:00 CET 16ª giornata | Ulma    | 0 – 0 referto | Friburgo | Donaustadion (4 000 spett.)\| Arbitro: \| Schäfer \| |
| Arbitro:                                          | Schäfer |               |          |                                                      |

| Arbitro: | Mierswa |

|                   |           |           |
| Ruof 6’ Gries 78’ | Marcatori | 75’ Simon |

| Arbitro: | Eli |

|           |           |                             |
| Steck 51’ | Marcatori | 50’ Schröder 76’ Kollenberg |

| Aschaffenburg 6 dicembre 1986, ore 15:00 CET 19ª giornata | Vikt. Aschaffenburg | 0 – 0 referto | Ulma | Stadion am Schönbusch (2 500 spett.)\| Arbitro: \| Reinstädtler \| |
| Arbitro:                                                  | Reinstädtler        |               |      |                                                                    |

#### Girone di ritorno
| Arbitro: | Gochermann |

|                          |           |              |
| Sánchez 50’ Labbadia 88’ | Marcatori | 46’ Engesser |

| Arbitro: | Jupe |

|  |           |            |
|  | Marcatori | 43’ Helmig |

| Arbitro: | Diekert |

|                                                             |           |                |
| Hotić 3’ Diekmann 8’, 17’ Steininger 64’, 68’ Jurgeleit 90’ | Marcatori | 55’, 82’ Todzi |

| Arbitro: | Dellwing |

|           |           |                 |
| Spies 40’ | Marcatori | 50’ Grillemeier |

| Arbitro: | Bruch |

|                                                 |           |  |
| Keller 12’ Schütterle 38’, 64’ Glesius 48’, 88’ | Marcatori |  |

| Arbitro: | Kasper |

|          |           |              |
| Steck 8’ | Marcatori | 11’ Schlegel |

| Arbitro: | Werner |

|               |           |          |
| Augst 5’, 16’ | Marcatori | 9’ Rudić |

| Arbitro: | Gangkofer |

|                          |           |                   |
| Rudić 7’, 85’ Kohnle 75’ | Marcatori | 33’ (rig.) Eymold |

| Arbitro: | Richmann |

|                                   |           |           |
| Elser 26’ Vollmer 31’ Forster 88’ | Marcatori | 50’ Spies |

| Arbitro: | Birlenbach |

|                                                               |           |                        |
| Spies 13’, 15’ Kohnle 20’ (rig.) Bittorf 26’ (aut.) Rudić 54’ | Marcatori | 72’ Abel 80’ Abramczik |

| Arbitro: | Fux |

|           |           |  |
| Spies 68’ | Marcatori |  |

| Arbitro: | Müller |

|                  |           |                                    |
| Freudenstein 71’ | Marcatori | 29’ Spies 29’, 63’ Rudić 43’ Spies |

| Arbitro: | Malbranc |

|                   |           |                              |
| Kohnle 41’ (rig.) | Marcatori | 43’ Helmes 76’, 86’ Pförtner |

| Bochum 16 maggio 1987, ore 15:00 CEST 33ª giornata | Wattenscheid 09 | 0 – 0 referto | Ulma | Lohrheidestadion (600 spett.)\| Arbitro: \| Reinstädtler \| |
| Arbitro:                                           | Reinstädtler    |               |      |                                                             |

| Arbitro: | Löwer |

|                                                 |           |                            |
| Steck 8’ Kohnle 39’ (rig.) Spies 83’ Böpple 89’ | Marcatori | 50’ Kubsda 57’ Buchheister |

| Arbitro: | Puchalski |

|                              |           |           |
| Sané 11’ Löw 48’ Vujačić 85’ | Marcatori | 58’ Rudić |

| Arbitro: | Harder |

|                      |           |  |
| Spies 13’ Böpple 86’ | Marcatori |  |

| Arbitro: | Diekert |

|                                                      |           |            |
| Grahl 40’, 73’ Kollenberg 43’, 88’ Nickel 61’ (aut.) | Marcatori | 10’ Kohnle |

| Arbitro: | Krug |

|                |           |  |
| Rudić 16’, 23’ | Marcatori |  |

## Statistiche

### Statistiche di squadra
| Competizione  | Punti | In casa | In casa | In casa | In casa | In casa | In casa | In trasferta | In trasferta | In trasferta | In trasferta | In trasferta | In trasferta | Totale | Totale | Totale | Totale | Totale | Totale | DR |
| Competizione  | Punti | G       | V       | N       | P       | Gf      | Gs      | G            | V            | N            | P            | Gf           | Gs           | G      | V      | N      | P      | Gf     | Gs     | DR |
| ------------- | ----- | ------- | ------- | ------- | ------- | ------- | ------- | ------------ | ------------ | ------------ | ------------ | ------------ | ------------ | ------ | ------ | ------ | ------ | ------ | ------ | -- |
| 2. Bundesliga | 35    | 19      | 11      | 4       | 4       | 35      | 19      | 19           | 2            | 5            | 12           | 20           | 44           | 38     | 13     | 9      | 16     | 55     | 63     | -8 |
| Totale        | 35    | 19      | 11      | 4       | 4       | 35      | 19      | 19           | 2            | 5            | 12           | 20           | 44           | 38     | 13     | 9      | 16     | 55     | 63     | -8 |

### Andamento in campionato
| Giornata  | 1 | 2 | 3 | 4 | 5 | 6  | 7 | 8  | 9 | 10 | 11 | 12 | 13 | 14 | 15 | 16 | 17 | 18 | 19 | 20 | 21 | 22 | 23 | 24 | 25 | 26 | 27 | 28 | 29 | 30 | 31 | 32 | 33 | 34 | 35 | 36 | 37 | 38 |
| --------- | - | - | - | - | - | -- | - | -- | - | -- | -- | -- | -- | -- | -- | -- | -- | -- | -- | -- | -- | -- | -- | -- | -- | -- | -- | -- | -- | -- | -- | -- | -- | -- | -- | -- | -- | -- |
| Luogo     | C | T | C | T | C | T  | C | T  | C | T  | T  | C  | T  | C  | T  | C  | T  | C  | T  | T  | C  | T  | C  | T  | C  | T  | C  | T  | C  | C  | T  | C  | T  | C  | T  | C  | T  | C  |
| Risultato | V | V | V | P | P | P  | V | P  | V | N  | N  | N  | P  | V  | N  | N  | P  | P  | N  | P  | P  | P  | N  | P  | N  | P  | V  | P  | V  | V  | V  | P  | N  | V  | P  | V  | P  | V  |
| Posizione | 4 | 2 | 1 | 2 | 5 | 10 | 6 | 10 | 8 | 9  | 8  | 9  | 12 | 8  | 10 | 9  | 10 | 12 | 11 | 13 | 13 | 15 | 15 | 15 | 16 | 16 | 16 | 16 | 15 | 13 | 13 | 14 | 14 | 14 | 14 | 13 | 15 | 13 |

Legenda:

Luogo: C = Casa; T = Trasferta. Risultato: V = Vittoria; N = Pareggio; P = Sconfitta.

### Statistiche dei giocatori
| A. Ahrens      | 0  | 0  | 0 | 0 |
| F. Ahrens      | 1  | 0  | 0 | 0 |
| P. Assion      | 35 | 0  | 7 | 0 |
| G. Berti       | 33 | 0  | 8 | 0 |
| U. Böpple      | 9  | 2  | 1 | 0 |
| J. Engesser    | 12 | 1  | 0 | 0 |
| W. Fisel       | 6  | 0  | 0 | 0 |
| A. Glückler    | 17 | 2  | 2 | 0 |
| H. Häge        | 2  | 0  | 0 | 0 |
| K. Kalchschmid | 0  | 0  | 0 | 0 |
| D. Kohnle      | 32 | 10 | 8 | 0 |
| K. Krannich    | 1  | 0  | 0 | 0 |
| V. Lopes       | 33 | 2  | 3 | 0 |
| W. Nickel      | 13 | 0  | 3 | 0 |
| T. Richter     | 37 | 0  | 2 | 0 |
| N. Rudić       | 17 | 9  | 1 | 0 |
| O. Rösch       | 17 | 0  | 4 | 0 |
| T. Schmidt     | 37 | 0  | 3 | 0 |
| H. Schuler     | 0  | 0  | 0 | 0 |
| D. Simon       | 21 | 3  | 4 | 1 |
| M. Sorg        | 27 | 1  | 4 | 0 |
| M. Spies       | 16 | 5  | 1 | 0 |
| U. Spies       | 32 | 6  | 0 | 0 |
| H. Steck       | 38 | 4  | 0 | 0 |
| E. Steer       | 25 | 0  | 5 | 0 |
| R. Todzi       | 27 | 8  | 1 | 0 |
| G. Weiß        | 4  | 0  | 1 | 0 |